# 1995-ös síkvízi kajak-kenu világbajnokság
Az 1995-ös síkvízi kajak-kenu világbajnokságot a németországi Duisburgban rendezték 1995-ben. Ez a huszonhetedik kajak-kenu világbajnokság volt. A magyar csapat az éremtáblázaton az első helyezést érte el összesítésben. Az olimpiai versenyszámok 1-7. helyezettjei szerezhettek indulási jogot az atlantai olimpiára.

## Éremtáblázat
*   Rendező
  *   Magyarország
| Helyezés | Ország                    | Arany | Ezüst | Bronz | Összesen |
| -------- | ------------------------- | ----- | ----- | ----- | -------- |
| 1.       | Magyarország              | 9     | 3     | 3     | 15       |
| 2.       | Németország               | 3     | 5     | 5     | 13       |
| 3.       | Kanada                    | 2     | 2     | 1     | 5        |
| 4.       | Lengyelország             | 2     | 1     | 4     | 7        |
| 5.       | Bulgária                  | 2     | 0     | 2     | 4        |
| 6.       | Olaszország               | 2     | 0     | 0     | 2        |
| 7.       | Románia                   | 1     | 3     | 1     | 5        |
| 8.       | Oroszország               | 1     | 1     | 1     | 3        |
| 9.       | Norvégia                  | 1     | 1     | 0     | 2        |
| 10.      | Amerikai Egyesült Államok | 1     | 0     | 0     | 1        |
| 11.      | Csehország                | 0     | 3     | 0     | 3        |
| 12.      | Svédország                | 0     | 1     | 4     | 5        |
| 13.      | Ausztrália                | 0     | 1     | 0     | 1        |
| 13.      | Fehéroroszország          | 0     | 1     | 0     | 1        |
| 13.      | Kína                      | 0     | 1     | 0     | 1        |
| 13.      | Moldova                   | 0     | 1     | 0     | 1        |
| 17.      | Franciaország             | 0     | 0     | 1     | 1        |
| 17.      | Lettország                | 0     | 0     | 1     | 1        |
| 17.      | Ukrajna                   | 0     | 0     | 1     | 1        |
| Összesen | Összesen                  | 24    | 24    | 24    | 72       |

## Eredmények

### Férfiak

#### Kenu
*   Olimpiai kvótaszerző versenyszám
| Versenyszám | Arany                                                                         | Arany    | Ezüst                                                                           | Ezüst    | Bronz                                                                               | Bronz    |
| ----------- | ----------------------------------------------------------------------------- | -------- | ------------------------------------------------------------------------------- | -------- | ----------------------------------------------------------------------------------- | -------- |
| C1 200 m    | Nikolaj Buhalov · Bulgária                                                    | 42,757   | Thomas Zereske · Németország                                                    | 43,127   | Mihajlo Szlivinszkij · Ukrajna                                                      | 43,460   |
| C1 500 m    | Nikolaj Buhalov · Bulgária                                                    | 1:51,848 | Martin Doktor · Csehország                                                      | 1:52,731 | Pulai Imre · Magyarország                                                           | 1:53,044 |
| C1 1000 m   | Pulai Imre · Magyarország                                                     | 4:03,589 | Martin Doktor · Csehország                                                      | 4:04,762 | Ivans Klementjevs · Lettország                                                      | 4:04,812 |
| C2 200 m    | Kolonics György · Horváth Csaba · Magyarország                                | 38,825   | Mark Eschelbach · Thomas Zereske · Németország                                  | 38,981   | Martin Marinov · Blagoveszt Sztojanov · Bulgária                                    | 39,285   |
| C2 500 m    | Kolonics György · Horváth Csaba · Magyarország                                | 1:42,741 | Viktor Reneisky · Nicolae Juravschi · Moldova                                   | 1:43,067 | Andreas Dittmer · Gunar Kirchbach · Németország                                     | 1:43,541 |
| C2 1000 m   | Kolonics György · Horváth Csaba · Magyarország                                | 3:45,565 | Antonel Borsan · Marcel Glǎvan · Románia                                        | 3:46,03  | Andreas Dittmer · Gunar Kirchbach · Németország                                     | 1:43,541 |
| C4 200 m    | Hoffman Ervin · Szabó Attila · Kolonics György · Horváth Csaba · Magyarország | 35,153   | Petr Procházka · Tomáš Křivánek · Roman Dittrich · Waldemar Fibgir · Csehország | 35,686   | Oliver Bolvin · Sylvain Hoyer · Eric le Leuch · Benoît Bernard · Franciaország      | 35,702   |
| C4 500 m    | Hoffman Ervin · Szabó Attila · Kolonics György · Horváth Csaba · Magyarország | 1:34,197 | Marcel Glǎvan · Cosmin Pasca · Antonel Borsan · Florin Popescu · Románia        | 1:34,923 | Rumen Nikolov · Atanasz Angelov · Sztanimir Atanaszov · Dmitar Atanaszov · Bulgária | 1:35,910 |
| C4 1000 m   | Marcel Glǎvan · Cosmin Pasca · Antonel Borsan · Florin Popescu · Románia      | 3:22,960 | Boldizsár Gáspár · Novák Ferenc · Hüttner Csaba · Zala György · Magyarország    | 3:25,720 | Ulrich Papke · Patrick Schulze · Christian Gille · Jens Lubrich · Németország       | 3:27,050 |

#### Kajak
*   Olimpiai kvótaszerző versenyszám
| Versenyszám | Arany                                                                                 | Arany    | Ezüst                                                                                 | Ezüst    | Bronz                                                                                      | Bronz    |
| ----------- | ------------------------------------------------------------------------------------- | -------- | ------------------------------------------------------------------------------------- | -------- | ------------------------------------------------------------------------------------------ | -------- |
| K1 200 m    | Piotr Markiewicz · Lengyelország                                                      |          | Szjarhej Kalesznik · Fehéroroszország                                                 | 37,415   | Renn Crichlow · Kanada                                                                     | 37,682   |
| K1 500 m    | Piotr Markiewicz · Lengyelország                                                      | 1:40,135 | Knut Holmann · Norvégia                                                               | 1:44,68  | Magyar Géza · Románia                                                                      | 1:45,85  |
| K1 1000 m   | Knut Holmann · Norvégia                                                               | 3:37,274 | Clint Robinson · Ausztrália                                                           | 3:37,997 | Liut Liwowski · Németország                                                                | 3:38,087 |
| K2 200 m    | Stein Jorgensen · John Mooney · Amerikai Egyesült Államok                             | 34,279   | Romică Şerban · Daniel Stolan · Románia                                               | 34,349   | Gyulay Zsolt · Bártfai Krisztián · Magyarország                                            | 34,423   |
| K2 500 m    | Beniamino Bonomi · Daniele Scarpa · Olaszország                                       | 1:35,61  | Gyulay Zsolt · Bártfai Krisztián · Magyarország                                       | 1:37,58  | Maciej Freimut · Adam Wysocki · Lengyelország                                              | 1:31,531 |
| K2 1000 m   | Antonio Rossi · Daniele Scarpa · Olaszország                                          | 3:18,110 | Kay Bluhm · Thomas Gutsche · Németország                                              | 3:18,67  | Grzegorz Kotowicz · Dariusz Białkowski · Lengyelország                                     | 3:19,99  |
| K4 200 m    | Bártfai Krisztián · Kajner Gyula · Páger Antal · Pankotai Gábor · Magyarország        | 31,227   | Anatolij Tyiscsenko · Oleg Gorobij · Szergej Verlin · Viktor Gyenyiszov · Oroszország | 31,637   | Thomas Reineck · André Wohllebe · Jan Günther · Mark Zabel · Németország                   | 31,817   |
| K4 500 m    | Viktor Gyenyiszov · Anatolij Tyiscsenko · Szergej Verlin · Oleg Gorobij · Oroszország | 1.23,187 | Detlef Hofmann · Thomas Reineck · Mario van Appen · Mark Zabel · Németország          | 1:23,784 | Grzegorz Kotowicz · Marek Witkowski · Grzegorz Kaleta · Dariusz Białkowski · Lengyelország | 1:23,790 |
| K4 1000 m   | Detlef Hofmann · Rene Pflugmacher · Thomas Reineck · Mark Zabel · Németország         | 2:59,999 | Gyulay Zsolt · Ábrahám Attila · Bártfai Krisztián · Szabó II. Gábor · Magyarország    | 3:00,969 | Grzegorz Kotowicz · Marek Witkowski · Grzegorz Kaleta · Dariusz Białkowski · Lengyelország | 3:02,475 |

### Nők

#### Kajak
*   Olimpiai kvótaszerző versenyszám
| Versenyszám | Arany                                                                          | Arany    | Ezüst                                                                         | Ezüst    | Bronz                                                                           | Bronz    |
| ----------- | ------------------------------------------------------------------------------ | -------- | ----------------------------------------------------------------------------- | -------- | ------------------------------------------------------------------------------- | -------- |
| K1 200 m    | Kőbán Rita · Magyarország                                                      | 42,970   | Caroline Brunet · Kanada                                                      | 43,177   | Anna Olsson · Svédország                                                        | 43,403   |
| K1 500 m    | Kőbán Rita · Magyarország                                                      | 1:50,978 | Caroline Brunet · Kanada                                                      | 1:52,798 | Susanne Gunnarsson · Svédország                                                 | 1:54,720 |
| K2 200 m    | Corinna Kennedy · Marie-Josée Gilbeau · Kanada                                 | 39,811   | Susanne Rosenqvist · Susanne Gunnarsson · Svédország                          | 39,981   | Larisza Koszorukova · Tatyjana Tyiscsenko · Oroszország                         | 40,238   |
| K2 500 m    | Ramona Portwich · Anett Schuck · Németország                                   | 1:42,611 | Elżbieta Urbańczyk · Izabella Dylewska-Światowiak · Lengyelország             | 1:42,751 | Susanne Rosenqvist · Susanne Gunnarsson · Svédország                            | 1:42,687 |
| K4 200 m    | Caroline Brunet · Alison Herst · Corrina Kennedy · Marie-Josée Gibeau · Kanada | 36,602   | Manuela Mucke · Ramona Portwich · Birgit Schmidt · Anett Schuck · Németország | 37,182   | Ingela Eriksson · Maria Haglund · Anna Olsson · Susanne Rosenqvist · Svédország | 37,355   |
| K4 500 m    | Manuela Mucke · Ramona Portwich · Birgit Schmidt · Anett Schuck · Németország  | 1:36,003 | Xian Bangdi · Gao Beibei · Dong Ying · Zhang Qin · Kína                       | 1:37,482 | Czigány Kinga · Dónusz Éva · Kőbán Rita · Mednyánszky Szilvia · Magyarország    | 1:38,102 |

## A magyar csapat
Az 1995-ös magyar vb keret tagjai:
| férfiak kajak | férfiak kajak                                                 | férfiak kajak      |
| ------------- | ------------------------------------------------------------- | ------------------ |
| K1 200 m      | Gyulay Zsolt                                                  | 9.                 |
| K2 200 m      | Gyulay Zsolt Bártfai Krisztián                                | Bronzérem          |
| K4 200 m      | Bártfai Krisztián Kajner Gyula Páger Antal Pankotai Gábor     | Aranyérem          |
| K1 500 m      | Gyulay Zsolt                                                  | 6.                 |
| K2 500 m      | Gyulay Zsolt Bártfai Krisztián                                | Ezüstérem          |
| K4 500 m      | Adrovicz Attila Ábrahám Attila Bártfai Krisztián Rajna András | 4.                 |
| K1 1000 m     | Borhi Zsombor                                                 | 9.                 |
| K2 1000 m     | Antal Zoltán Storcz Botond                                    | nem jutott döntőbe |
| K4 1000 m     | Gyulay Zsolt Ábrahám Attila Bártfai Krisztián Szabó II. Gábor | Ezüstérem          |

| férfi kenu | férfi kenu                                               | férfi kenu |
| ---------- | -------------------------------------------------------- | ---------- |
| C1 200 m   | Hoffmann Ervin                                           | 4.         |
| C2 200 m   | Kolonics György Horváth Csaba                            | Aranyérem  |
| C4 200 m   | Hoffman Ervin Szabó Attila Kolonics György Horváth Csaba | Aranyérem  |
| C1 500 m   | Pulai Imre                                               | Bronzérem  |
| C2 500 m   | Kolonics György Horváth Csaba                            | Aranyérem  |
| C4 500 m   | Hoffman Ervin Szabó Attila Kolonics György Horváth Csaba | Aranyérem  |
| C1 1000 m  | Pulai Imre                                               | Aranyérem  |
| C2 1000 m  | Kolonics György Horváth Csaba                            | Aranyérem  |
| C4 1000 m  | Boldizsár Gáspár Novák Ferenc Hüttner Csaba Zala György  | Ezüstérem  |

| nők kajak | nők kajak                                               | nők kajak |
| --------- | ------------------------------------------------------- | --------- |
| K1 200 m  | Kőbán Rita                                              | Aranyérem |
| K2 200 m  | Dónusz Éva Czigány Kinga                                | 5.        |
| K4 200 m  | Czigány Kinga Dónusz Éva Kőbán Rita Mednyánszky Szilvia | 6.        |
| K1 500 m  | Kőbán Rita                                              | Aranyérem |
| K2 500 m  | Dónusz Éva Czigány Kinga                                | 4.        |
| K4 500 m  | Czigány Kinga Dónusz Éva Kőbán Rita Mednyánszky Szilvia | Bronzérem |